# Diecezja Charlotte
Diecezja Charlotte (łac. Diœcesis Carolinana) – diecezja Kościoła rzymskokatolickiego we wschodniej części Stanów Zjednoczonych, w metropolii Atlanty. 
Obejmuje zachodnią część stanu Karolina Północna. Powstała 12 listopada 1971 w wyniku wyłączenia części terytorium z diecezji Raleigh. Obecne granice uzyskała w roku 1977. Siedzibą biskupa jest Charlotte.

## Główne świątynie
- Katedra: Katedra św. Patryka w Charlotte
- Bazyliki mniejsze:
  - Bazylika Matki Bożej Wspomożycielki Chrześcijan w Belmont
  - Bazylika św. Wawrzyńca w Asheville

## Biskupi Charlotte
- Michael Joseph Begley (1971–1984)
- John Donoghue (1984–1993)
- William Curlin (1994–2002)
- Peter Jugis (2003–2024)
- Michael Martin (2024–nadal)